# قدردانی

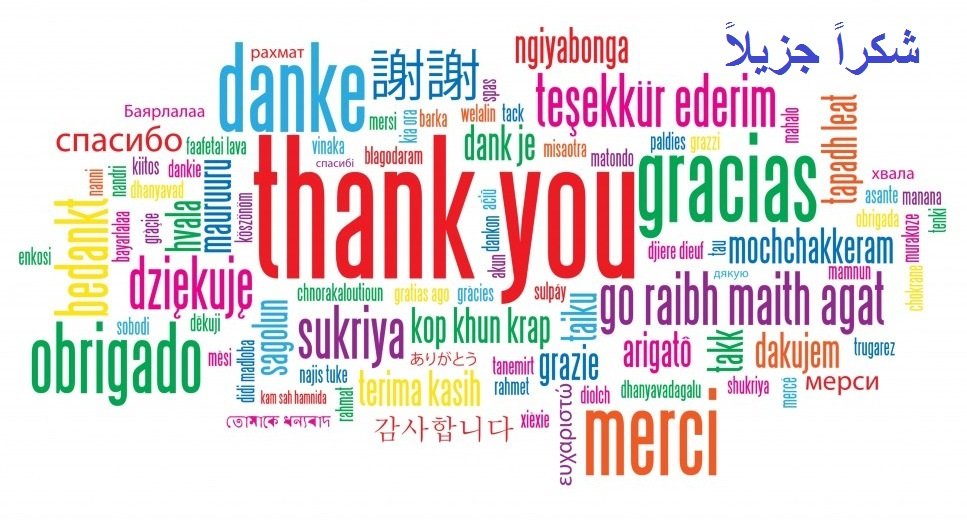
سپاس‌گزاری به زبان‌های مختلف دنیا

قدردانی یا قدرشناسی (به انگلیسی: Gratitude) از کلمه لاتین gratus به‌معنی سپاس و خشنودی گرفته شده است. تشکر یا سپاس‌گزاری (به انگلیسی: Thankful) یا قدردانی بیان نوعی احساس امتنان و سپاس است که در آن شخص دریافت‌کننده محبت، نشانه و پیامی مثبت را به اهداکننده این محبت ابراز می‌دارد.
موضوع قدردانی در طول تاریخ، مورد توجه مذاهب گوناگون در جهان بوده است. این موضوع همچنین مورد توجه فلاسفه باستان، قرون وسطی و مدرن بوده است، و همچنان از موضوعات مورد بحث در میان فیلسوفان معاصر است.
مطالعات سیستماتیک در حوزه روان‌شناسی و موضوع قدردانی تقریباً از سال ۲۰۰۰ میلادی آغاز شد. احتمالاً به این دلیل که تا آن زمان، مطالعات روان‌شناسی به‌طور سنتی بیش‌تر بر درک از پریشانی متمرکز بود تا درک از احساسات مثبت. مطالعات حس قدردانی در روان‌شناسی شامل درک احساس تجربه کوتاه‌مدت از قدردانی (قدردانی لحظه‌ای)، نقش تفاوت‌ها و ویژگی‌های فردی در شدت و تناوب احساس قدردانی در افراد و رابطه بین این دو جنبه، و همچنین مزایای روان‌درمانی حاصل از احساس تجربه قدردانی در فرد می‌پردازد.

## تفاوت حس قدردانی با حس مدیون شدن
حس قدردانی با حس مدیون شدن تفاوت دارد. در حالی که منشأ هر دو حس قدردانی و مدیون شدن، از گرفتن کمک از دیگران نشأت می‌گیرد، اما حس دین تنها زمانی در فرد پدیدار می‌شود که که شخص دریافت‌کننده محبت احساس می‌کند که ملزم است به نحوی لطف و کمک طرف مقابل را جبران نماید. این احساسات منجر به واکنش‌های مختلف می‌شود؛ حس مدیون شدن می‌تواند سبب آن شود که افراد کمک طرف مقابل را رد نمایند یا از اعطاکننده محبت دوری بجوید، درحالی‌که قدردانی می‌تواند به این رابطه بهبود بخشد.

## قدردانی و انگیزه رفتاری
قدردانی همچنین ممکن است در جهت تقویت برآیند رفتارهای اجتماعی مؤثر باشد. به‌عنوان مثال، یک آزمایش نشان داد که مشتریان یک فروشگاه طلا و جواهر که با آن‌ها تماس گرفته شده و از آن‌ها بابت خریدشان تشکر شده بود، افزایش ۷۰ درصدی خریدهای بعدی را در پی داشت. در مقایسه، مشتریانی که با آن‌ها تماس گرفته شده و تنها در مورد تبلیغات محصولات جدید به آن‌ها گفته شده فقط ۳۰٪ افزایش خرید را در پی داشته است و مشتریانی که اصلاً با آن‌ها تماس گرفته نشده هیچ‌گونه افزایشی در فروش نداشته‌اند. در مطالعه دیگری، مشتریان رستورانی که خدمت‌کار کلمه «متشکرم» را بر روی میزشان می‌گذاشته، انعام بیشتری دریافت کرده‌اند.
وقتی مردم قدردان هستند، قسمت منفی زندگی را فراموش یا رد نمی‌کنند. آن‌ها فقط نکته‌های خوب آن چیز را می‌بینند. افرادی که بیش از دیگران سپاس‌گزار هستند، در برابر سختی‌ها مقاومت بیش‌تری دارند. ایموس، مک کالو و تسانگ دریافتند که قدرشناسی از ویژگی‌های شخصیتی مانند مثبت‌گرایی، خوش‌رویی و حس خوشحالی نشأت می‌گیرد.

## رویکرد مذهبی
پیوند بین معنویت و شکرگزاری در سال‌های اخیر به‌عنوان یک موضوع محبوب مورد مطالعه قرار گرفته است. نتایج حاصل از تحقیق نشان می‌دهد که افرادی که در مناسک و مراسم مذهبی مشارکت دارند، حس قدردانی بیش‌تری از خود نشان می‌دهند.